# Réserve naturelle des îles du Cap Corse
La réserve naturelle des Îles du Cap Corse (RNC315) est une réserve naturelle en Corse classée en 2017. Elle correspond à l'extension de la réserve naturelle des îles Finocchiarola classée en 1987. Elle occupe une surface de 66 hectares et protège un archipel de 3 îlots au nord-est du Cap Corse et 2 îles au voisinage de celui-ci. Elle sert de site de nidification pour une espèce endémique de la mer Méditerranée, le Goéland d'Audouin.

## Localisation
Le territoire de la réserve naturelle est dans le département de la Haute-Corse sur les communes de Rogliano, d'Ersa et Centuri. Il est formé des deux Îles du Cap Corse (Îles de Capense et de la Giraglia) et d'un archipel de trois îlots, les Îles Finocchiarola, proche de la côte au nord-est du Cap Corse. La superficie totale de la réserve est de 66 ha ce qui en fait la seconde plus petite des réserves naturelles de Corse.

## Histoire du site et de la réserve
Les îles Finocchiarola sont désertiques et couverts d'une végétation rase, adaptée au sel et nitrophile. Une tour génoise fut édifiée en 1594 sur l'îlot le plus élevé.

## Écologie (biodiversité, intérêt écopaysager…)
Le principal intérêt de la réserve naturelle est de protéger les sites de nidification du Goéland d'Audouin.

### Flore
L'archipel est marqué par un micro-climat d'asphodèles, de poireaux et de fenouils sauvages. Leur nom est d'ailleurs tiré du corse finochju, fenouil.

### Faune
Outre le Goéland d'Audouin, de nombreuses espèces d'oiseaux cohabitent sur l'archipel, notamment le Cormoran huppé, le Pipit rousseline, la Fauvette sarde, la Fauvette pitchou, la Fauvette mélanocéphale et le Goéland leucophée.
On y trouve aussi 3 espèces de reptiles : le Lézard tyrrhénien (rodulphisimonii) espèce endémique de l'archipel, le Phyllodactyle d'Europe (Phyllodactylus europaeus) et le tarente de Mauritanie et sur les rivages, un mollusque menacé, la patelle géante.

## Intérêt touristique et pédagogique
L'accès à la réserve naturelle n'est pas autorisé au public.

## Administration, plan de gestion, règlement
La réserve naturelle est gérée par une association régie par la loi du 1er juillet 1901, l'Association Finocchiarola-Pointe du cap Corse. La réserve fait partie du réseau des Réserves naturelles de Corse.
Les îles Finocchiarola sont un site classé propriété du Conservatoire du littoral.
Comme réserve naturelle (code RNC135), elle fait partie du réseau des Réserves naturelles de Corse.
Le site est fermé au public du 1er mars au 31 août, avec interdiction de débarquement. Le mouillage est interdit toute l’année dans un rayon de 200 m.

### Outils et statut juridique
La réserve naturelle des îles Finocchiarola a été créée par le décret n°87-494 du 29 juin 1987.
L'extension de la réserve a été classée par le décret n°2017-426 du 30 mars 2017.
Le site fait partie du réseau Natura 2000 sous la forme du site FR 9400568.